# Linia kolejowa Amiens – Rouen
Linia kolejowa Amiens – Rouen – francuska dwutorowa linia kolejowa o długości 139 km, łącząca Amiens z Rouen. Została otwarta w 1867 roku. Linia została zelektryfikowana w dniu 27 sierpnia 1984 r., napięciem 25 kW 50Hz, i została wyposażona w automatyczny system blokady linii.